# 野村邦丸のごきげん!二重丸◎
野村邦丸のごきげん!二重丸◎（のむらくにまるのごきげんにじゅうまる）は、文化放送で2002年10月7日から2005年4月1日まで毎週月曜から金曜の9:00 - 13:00に生放送されていた平日午前のラジオのワイド番組。パーソナリティは野村邦丸（当時・文化放送アナウンサー）。

## 概要
朝のワイド番組だった『チャレンジ!梶原放送局』の後半部分と『ハッピートゥモロー』の枠を引き継いでスタートした。
パーソナリティにはこれまで夕方の『野村邦丸の気分はZUNZUN!』を担当していた野村邦丸がこの時間帯に初登場。これ以降文化放送の午前中帯を担当している。また『気分はZUNZUN!』でスタートした野村係長シリーズ（当番組での役職は主任）も移動してきている。
後番組は『くにまるワイド ごぜんさま〜』で12時台を切り離す編成となり、12時台は『寺ちゃんの飛び出せ!ハッピータウン』を担当していた寺島尚正の『寺島尚正 ラジオパンチ!』となる。

## 放送時間
毎週月 - 金曜 9:00 - 13:00

## パートナー（12時までの出演）
- 月曜 飯星景子（ - 2003年3月）→大林素子
- 火曜 叶和貴子
- 水曜 奈美悦子
- 木曜 研ナオコ（ - 2003年3月）→太田裕美
- 金曜 水前寺清子（ - 2003年3月）→野村1人で放送

## 番組コーナー
- ごきげん! 井戸端会議
- ごきげんテレフォン
- グッチ裕三の今日もうまいぞぉ
- ごきげんスマイル 子供の笑顔
- 得々情報
- 10時のニュース
- なるほど納得
  - コメンテーター（役職は放送当時）

（月）菱田雅生（ファイナンシャル・プランナー）
（火）弘兼憲史（漫画家）
（水）伊藤芳朗（弁護士、 - 2004年9月）→おおたわ史絵（内科医）
（木）蟹瀬誠一（ - 2003年3月）→二木啓孝 （日刊ゲンダイ・ニュース編集部部長）
（金）清水國明
- がんばれ! 野村主任
- リスナー掲示板
- おすぎとピーコのすみれ修道院
- 11時のニュース〜ニュース1本釣り
- 東急ストア ママ大学 青春リクエスト
- ごきげんスペシャル（月 - 木）
  - コメンテーター

（月）山本麗子（料理研究家）
（火）鈴木光裕（文化放送スポーツアナウンサー）
（水）田口辰男（日刊スポーツ芸能デスク）
- ごきげんパドック 鈴木淑子の中央競馬 今週のイチ番（金）
- 純喫茶・谷村新司（NRN系全国ネット）
- テレマート ランチタイムショッピング
- TEPCO 暮らしのメイクアップ
- NEWS NOW
- 今週のごきげんセレクション
- 防災一口メモ
- クラウンレコード GOKIGEN1万円クイズ
- 寺ちゃんの飛び出せ!ハッピータウン
- 首都圏レーダー 埼玉情報／神奈川・伊豆情報／千葉情報（日替り放送）